# Benimantell
Benimantell (en castillan et en valencien) est une commune d'Espagne de la province d'Alicante dans la Communauté valencienne. Elle est située dans la comarque de la Marina Baixa et dans la zone à prédominance linguistique valencienne. D'origine arabe, Benimantell est un village de montagne qui vit de l'agriculture et du tourisme.

## Géographie

Localisation de Benimantell
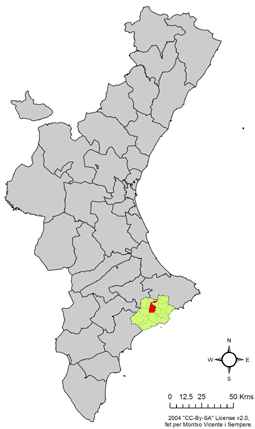
dans la Communauté valencienne.
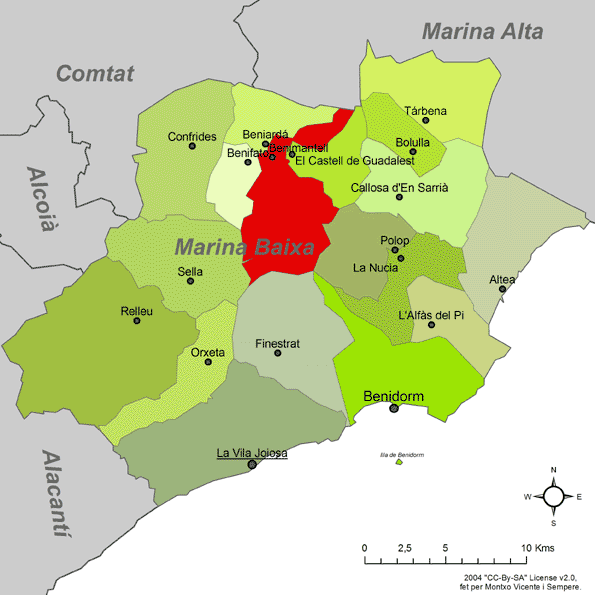
dans la comarque de la Marina Baixa.

## Administration
La commune a toujours été gouvernée par le Parti socialiste.

## Patrimoine
Ses monuments remarquables sont l'église et les deux fontaines.

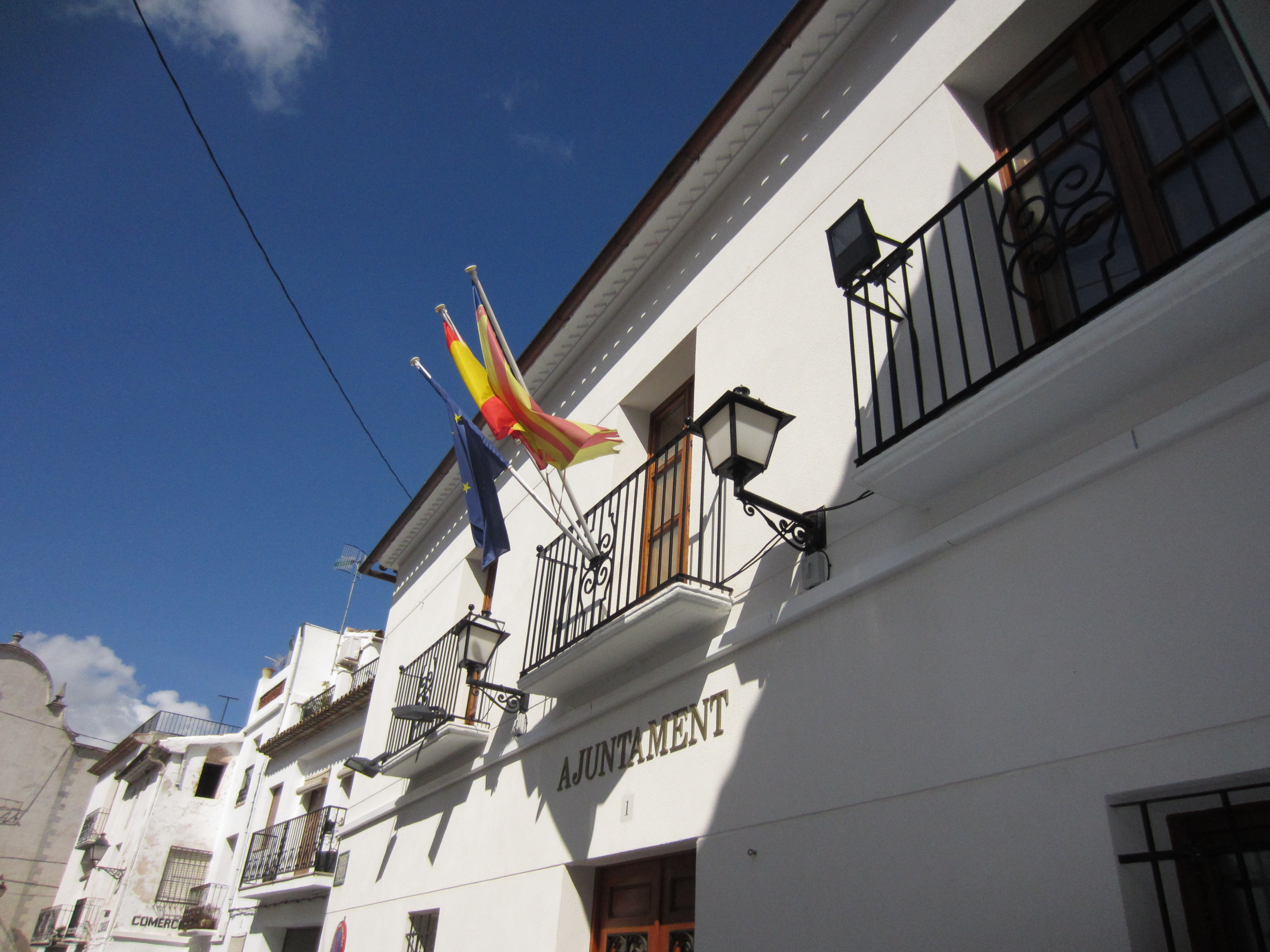
Mairie de Benimantell
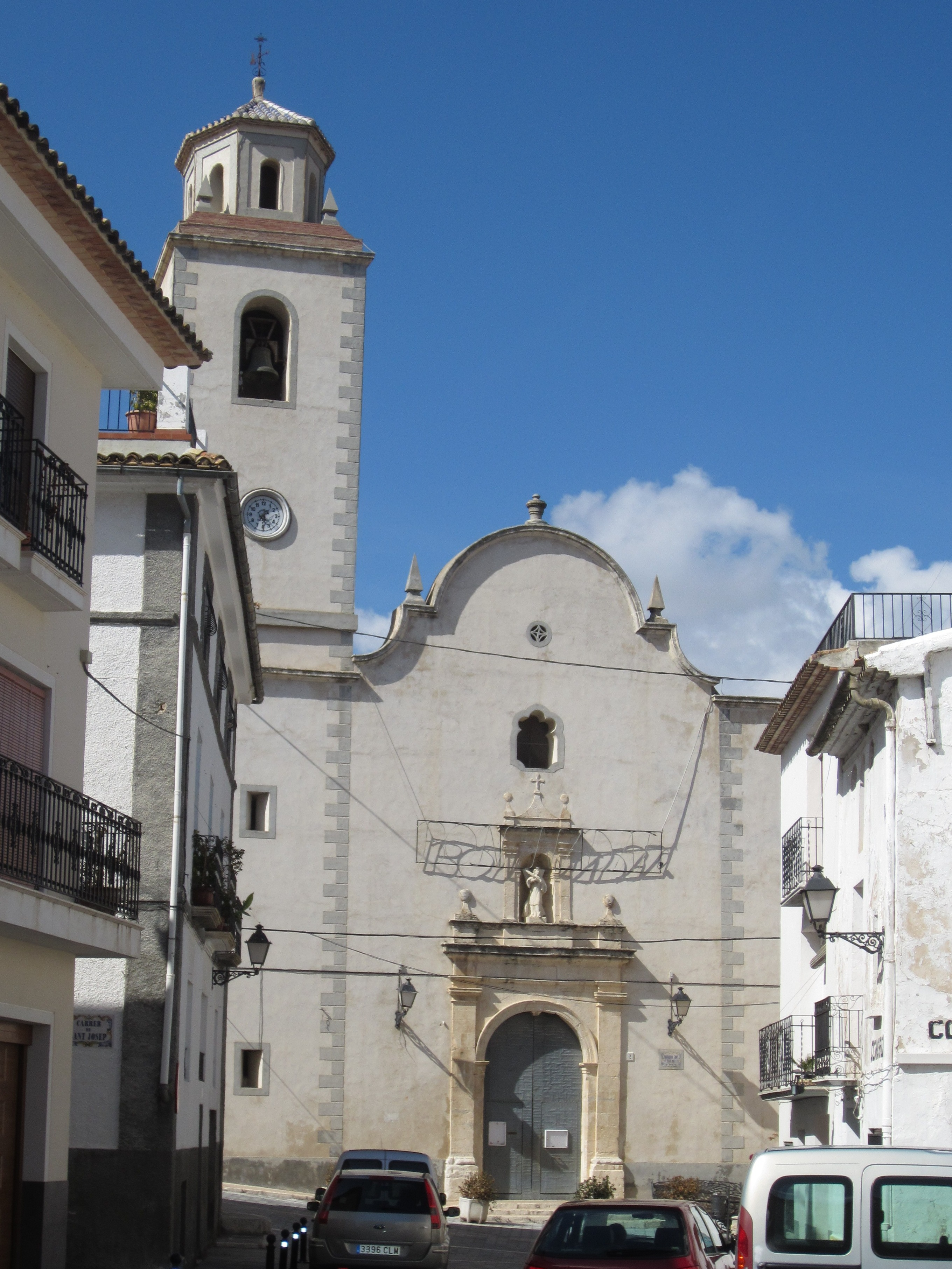
Église de Saint Vincent Martyr